# كولين ماكلوكين
كولين ماكلوكين (بالإنجليزية: Collin McLoughlin)‏ هو مغن مؤلف وملحن أمريكي، ولد في القرن العشرين.

## وصلات خارجية
- كولين ماكلوكين على موقع ميوزك برينز (الإنجليزية)
- كولين ماكلوكين على موقع ديسكوغز (الإنجليزية)